# حصار صفد (1188)
حصار صفد، وقعت بين نوفمبر حتى ديسمبر 1188 بين الصليبيين من بيت المقدس والأيوبيون.

## حصار المدينة
بدأ حصار القلعة التي يسيطر عليها فرسان الهيكل في أوائل نوفمبر 1188. انضم إلى صلاح الدين شقيقه العادل سيف الدين أحمد. اعتمد صلاح الدين على عدد كبير من المنجنيقات و على حفر الأنفاق. كما أبقى على حصار مشدد للغاية. وبحسب بهاء الدين، كانت الظروف ممطرة وموحلة. في مرحلة ما، حدد صلاح الدين وضع خمس منجنيقات، وأمر بتجميعها في مكانها بحلول الصباح.
كتب أحد فرسان الإسبتارية رسالة أثناء الحصار إلى ليوبولد الخامس دوق النمسا، بأنهم لا يعرفوا إلى متى يمكنهم تحمل الحصار المستمر والصعوبات التي تهدد حياتهم. بعدها تم اعتراض قوة إغاثة من فرسان الإسبتارية. في حادثة سجلها ابن الأثير، حيث تم القبض على اثنين من الفرسان وحُكم عليهم بالإعدام من قبل صلاح الدين. أعرب أحدهم عن صدمته من الحكم بعبارات تملق للسلطان، الذي أنقذ حياتهم وسجنهم بدلاً من ذلك.
كان لفشل قوة الإغاثة عواقب كبيرة، كان استنفاد إمداداتهم وليس الهجمات على الجدران هي التي دفعت حامية فرسان الهيكل إلى طلب السلام في 30 نوفمبر. في 6 ديسمبر، انسحبت الحامية بشروط. فذهبوا إلى صور، التي فشل صلاح الدين في الاستيلاء عليها في حصار سابق.
من المؤرخين الآخرين الذين ذكروا الحصار أبو شامة وعماد الدين الكاتب.